# قورچی (منصب)
قورچی‌ها محافظان سلطنتی شاهان دودمان صفویان بودند. رئیس قورچی‌ها با عنوان قورچی‌باشی شناخته می‌شد.
از آنجا که شاه اسماعیل خود یک ترکمان قبیله‌ای نبود، نیروی قبیله‌ای مستقل و وفاداری در اختیار نداشت. او تنها یک گارد محافظ شخصی متشکل از دویست تن از وفادارترین صوفیان قزلباش داشت که با شمشیر، خنجر و تبر مسلح بودند. اما برای تثبیت قدرت خود، نیازمند نیروی منظم و بزرگ‌تری بود که بتواند همواره بر آن تکیه کند. از این‌رو، او نوعی گارد محافظ ویژه تشکیل داد که از خزانهٔ سلطنتی حقوق می‌گرفت، همیشه آمادهٔ خدمت به شاه بود و مستقیماً از خود او فرمان می‌برد. این نیروی نخبه عمدتاً از میان سوارکاران برگزیدهٔ قزلباش، از تمامی طوایف، و بر پایهٔ مهارت‌های برجستهٔ نظامی‌شان گزینش می‌شدند. آنان به نام قورچی‌ها شناخته می‌شدند — واژه‌ای مغولی به‌معنای «تیردان‌دار» — و فرماندهٔ قزلباش آنان، قورچی‌باشی نام داشت.
تعداد قورچی‌ها در زمان اسماعیل به حدود ۳٬۰۰۰ نفر می‌رسید و این واحد، آغازگر شکل‌گیری یک ارتش دائمی (ایستاده) در ایران بود؛ ارتشی که شکل کامل و نهادینهٔ خود را بعدها در دوران شاه عباس به‌دست‌آورد.

## تاریخ
قورچی‌ها عموماً از میان قبایل اصلی قزلباش استخدام می‌شدند و حقوق آن‌ها از خزانه‌داری سلطنتی تأمین و به آن‌ها پرداخت می‌شد. آن‌ها با هزینه‌ها و زمین‌های اهداشده توسط شاه زندگی می‌کردند. در اوایل دوره صفویه، قورچی‌ها همه از یک قبیله بودند، اما پس از آن تغییر کرد. شمار آن‌ها در هنگام حضور شاه اسماعیل یکم در جنگ چالدران به ۳۰۰۰ تن می‌رسید، اما پس از نبرد به ۱۷۰۰ تن رسید و پس از آن که شاه اسماعیل ۷۰۰ تن مورد آن‌ها را از بین برد به ۱۰۰۰ تن کاهش یافت. شمار آن‌ها در هنگام سلطنت شاه تهماسب یکم (۱۵۲۴ تا ۱۵۷۶ میلادی) به ۵۰۰۰ نفر رسید.
در دوران شاه عباس یکم اهمیت قورچی‌ها فزونی یافت و شمار آنان به ۱۰۰۰۰ تا ۱۵۰۰۰ تن رسید. شاه عباس کنترل چندین فرمانداری در استان‌های بزرگ را به قورچی‌ها سپرد که باعث کاهش قدرت فرماندهان قزلباش شد، زیرا پیش از آن آن‌ها برای اداره استان‌های بزرگ استفاده می‌شدند. در اواخر سلطنت شاه عباس، قورچی‌باشی قدرتمندترین زیردست شاه بود.
شماری قورچی نیز وجود داشتند که به اداره برخی از استان‌ها و شهرها گماشته می‌شدند و در راس آن‌ها افسرانی قرار داشتند که از آن‌ها با نام قورچی‌باشی نیز یاد می‌شد. این قورچی‌ها با نام شهر یا استانی که در آن خدمت می‌کردند شناسایی می‌شدند. به عنوان مثال، یک قورچی مستقر در شهر دربند با عنوان یک قورچی دربند شناخته می‌شد.
برخی فرمانروایان و حکام محلی نیز عنوان قرچی را در اختیار داشتند، اگرچه شمار آن‌ها اندک بود. برخی قورچی‌ها نیز اختیارات اسلحه و تسلیحات جنگی را دارا بودند و با پسوندهای ابزار جنگی شناخته می‌شدند، مانند قورچی ترکش، قورچی زره، قورچی کفش و…

## یادداشت
- Blow, David (2009). Shah Abbas: The Ruthless King Who became an Iranian Legend. London, UK: I. B. Tauris & Co. Ltd. ISBN 978-1-84511-989-8. LCCN 2009464064.
- Floor, Willem (2001). Safavid Government Institutions. Costa Mesa, California: Mazda Publishers. ISBN 978-1-56859-135-3.
- Matthee, Rudi (2011). Persia in Crisis: Safavid Decline and the Fall of Isfahan. I.B.Tauris. pp. 1–371. ISBN 978-0-85773-181-4.
- Haneda, M. (1986). "ARMY iii. Safavid Period". Encyclopaedia Iranica, Vol. II, Fasc. 5. pp. 503–506.
- Babaie, Sussan (2004). Slaves of the Shah: New Elites of Safavid Iran. I.B.Tauris. pp. 1–218. ISBN 978-1-86064-721-5.
- Newman, Andrew J. (2008). Safavid Iran: Rebirth of a Persian Empire. I.B.Tauris. pp. 1–281. ISBN 978-0-85771-661-3.
- Savory, Roger (2007). Iran under the Safavids. Cambridge University Press. pp. 1–288. ISBN 978-0-521-04251-2.
- Roemer, H.R. (1986). "The Safavid period". The Cambridge History of Iran, Volume 5: The Timurid and Safavid periods. Cambridge: Cambridge University Press. pp. 189–351. ISBN 978-0-521-20094-3.
- Haneda, Masashi (1989). The Evolution of the Safavid Royal Guard. Iranian Studies. Vol. 22. Journal of Near Eastern Studies, vol. 22, no. 2/3. pp. 57–85. doi:10.1080/00210868908701731. ISBN 0-85773-181-5. JSTOR 4310668.